# TAMSK
TAMSK è un gioco da tavolo di tipologia astratta ideato da Kris Burm, il gioco è il secondo distribuito nel più ampio Progetto GIPF, preceduto dal capostipite GIPF e seguito da ZÈRTZ. Il gioco è stato pubblicato nel 1998 ed è rimasto inserito nel Progetto GIPF fino al 2007, anno in cui è stato escluso per via dell'uscita di TZAAR che lo ha sostituito.

## Descrizione
Ogni giocatore ha in dotazione 32 anelli e tre clessidre del proprio colore (rosso o nero), ogni clessidra impiega tre per esaurire la propria sabbia.
La plancia di gioco è costituita da un esagono composto da tubi in cui è possibile infilare le clessidre; ad ogni turno i giocatori muovono una delle loro clessidre (rigirandola ad ogni movimento) di una casella e possono decidere di posizionare uno dei propri anelli nella casella appena lasciata. Non è sempre possibile posizionare l'anello perché i tubi delle caselle hanno altezza variabile, in alcuni c'è spazio per un solo anello mentre in altri c'è spazio per più anelli.
Se una clessidra esaurisce la propria sabbia prima che il giocatore sia riuscito a girarla allora quella clessidra non può più essere mossa. Pertanto ogni giocatore può applicare le strategie che preferisce per cercare di preservare le proprie clessidre e mettere fuori gioco quelle dell'avversario.
Il primo giocatore che termina i propri anelli è il vincitore.

### Varianti
Il gioco comprende anche una settima clessidra della durata di 15 secondi che viene usata in una variante, ovvero ogni giocatore la rigira al termine del proprio turno dando 15 secondi di tempo all'avversario per effettuare la propria mossa.
Un'altra possibile variante per semplificare il gioco consiste nel non applicare il concetto del tempo anche alle sei clessidre di movimento, in questo modo nessuna clessidra sarà eliminata e i giocatori potranno riflettere con più calma.